# Аррозес
Аррозе́с (фр. Arrosès) — коммуна во Франции, находится в регионе Аквитания. Департамент — Атлантические Пиренеи. Входит в состав кантона Тер-де-Люи и Кото-дю-Вик-Бий. Округ коммуны — По.
Код INSEE коммуны — 64056.

## География
Коммуна расположена приблизительно в 620 км к югу от Парижа, в 150 км южнее Бордо, в 34 км к северо-востоку от По.
На западе коммуны протекает река Ларсис, а на востоке — река Сажет.

### Климат
Климат тёплый океанический. Зима мягкая, средняя температура января — от +5°С до +13°С, температуры ниже −10 °C бывают редко. Снег выпадает около 15 дней в году с ноября по апрель. Максимальная температура летом порядка 20-30 °C, выше 35 °C бывает очень редко. Количество осадков высокое, порядка 1100 мм в год. Характерна безветренная погода, сильные ветры очень редки.

## Население
Население коммуны на 2010 год составляло 148 человек.
| 1962 | 1968 | 1975 | 1982 | 1990 | 1999 | 2010 |
| ---- | ---- | ---- | ---- | ---- | ---- | ---- |
| 187  | 203  | 178  | 159  | 145  | 140  | 148  |

## Администрация
| Период | Период | Фамилия          | Партия | Примечания |
| ------ | ------ | ---------------- | ------ | ---------- |
| 1995   | 2001   | Франсис Казнав   |        |            |
| 2001   | 2008   | Жерар Сен-Мартен |        |            |
| 2008   | 2014   | Кристиан Лаба    |        |            |
| 2014   | 2020   | Мишель Кантуне   |        |            |

## Экономика
В 2010 году среди 87 человек трудоспособного возраста (15-64 лет) 70 были экономически активными, 17 — неактивными (показатель активности — 80,5 %, в 1999 году было 72,6 %). Из 70 активных жителей работали 67 человек (38 мужчин и 29 женщин), безработных было 3 (2 мужчин и 1 женщина). Среди 17 неактивных 5 человек были учениками или студентами, 9 — пенсионерами, 3 были неактивными по другим причинам.

## Достопримечательности
- Церковь Успения Пресвятой Богородицы (XII век)[4]
- Ансамбль оборонительных укреплений (XI век)[5]

## Фотогалерея
- Церковь Успения Пресвятой Богородицы
- Мэрия